# Anne Weinknecht
Anne Weinknecht (* 17. November 1977 in Heidelberg vereinzelt auch Anna Weinknecht) ist eine deutsche Schauspielerin.

## Leben
Anne Weinknecht erhielt von 1997 bis 2001 eine Schauspielausbildung an der Otto-Falckenberg-Schule in München. Erste Rollen spielte sie währenddessen bereits an den Münchner Kammerspielen und war dort 1999 als Lieschen in Goethes Urfaust zu sehen. Es folgten Engagements unter anderem an das Akademietheater in München, das Pfalztheater in Kaiserslautern, das Schauspiel in Essen, das Prinzregenttheater in Bochum, das Stadttheater Bern und das Theater Basel. Zwischenzeitlich war sie von 2004 bis 2006 Mitglied des Ensembles am Theater Lübeck. So trat sie am Prinzregenttheater in Bochum in Friedrich Schillers Don Carlos als Königin und am Stadttheater in Bern in der Hauptrolle der Marie in Georg Büchners Woyzeck auf. In der Spielzeit 2012/2013 war Anne Weinknecht am Theater Biel Solothurn engagiert und verkörperte dort wiederum in Friedrich Schillers Don Carlos diesmal die Prinzessin von Eboli.
Anne Weinknecht wirkte in verschiedenen Film- und Fernsehproduktionen mit. Darunter befand sich der preisgekrönte Kurzfilm Der Verdacht von Felix Hassenfratz und die Komödie Mann tut was Mann kann von Marc Rothemund mit Wotan Wilke Möhring, Jasmin Gerat und Jan Josef Liefers. In der Fernsehserie Um Himmels Willen übernahm sie von 2002 bis 2005 in 42 Folgen die Rolle der Sophie Tietze und in dem Fernsehfilm Die schöne Mona ist tot aus der Fernsehreihe Tatort stellte sie im Jahr 2013 die Figur der Birgit Schönborn dar. Seit 2020 ist Anne Weinknecht auch mit der durchgehenden Rolle als Jana Bug in der Fernsehreihe Praxis mit Meerblick zu sehen.
Anne Weinknecht war auch vereinzelt als Hörspielsprecherin tätig.
2016 gehörte sie erstmals der Jury des Deutschen Schauspielerpreises an.

## Filmografie
- 1996: Neue Freiheit – Keine Jobs
- 2002–2005: Um Himmels Willen (Fernsehserie) – 42 Folgen als Sophie Tietze
- 2004: Das falsche Opfer (Fernsehfilm)
- 2005: Gisela (Fernsehfilm)
- 2005: Ein Luftikus zum Verlieben (Fernsehfilm)
- 2007: Großstadtrevier (Fernsehserie) – 2 Folgen als Lisa Kunert
- 2007: Der Verdacht
- 2008: Zwei Ärzte sind einer zu viel (Filmreihe) – Kampf bis aufs Skalpell
- 2008: Der russische Geliebte
- 2010: Kalter Hund (Kurzspielfilm)
- 2011: Salto Vitale (Fernsehfilm)
- 2012: Mann tut was Mann kann
- 2013: SOKO Leipzig (Fernsehserie) – Elternabend
- 2013: Tatort – Die schöne Mona ist tot (Fernsehreihe)
- 2013: Schwestern
- 2014: Toilet Stories
- 2015: SOKO Wismar (Fernsehserie) – Hausverbot
- 2017: Der Usedom-Krimi: Nebelwand
- 2018: Milk & Honey (Fernsehserie)
- 2019: Kommissarin Heller – Herzversagen (Krimireihe)
- 2019: SOKO Hamburg (Fernsehserie) – Unter Fischern
- 2020: In aller Freundschaft – Die jungen Ärzte (Fernsehserie) – Alles auf eine Karte
- 2020: SOKO Wismar (Fernsehserie) – Zucht und Ordnung
- 2020: Barcelona-Krimi – Blutiger Beton
- seit 2020: Praxis mit Meerblick (Fernsehreihe)
  - 2020: Praxis mit Meerblick – Sehnsucht
  - 2020: Praxis mit Meerblick – Familienbande
  - 2021: Praxis mit Meerblick – Herzklopfen
  - 2021: Praxis mit Meerblick – Vatertag auf Rügen
  - 2021: Praxis mit Meerblick – Hart am Wind
  - 2022: Praxis mit Meerblick – Mutter und Sohn
  - 2022: Praxis mit Meerblick – Was wirklich zählt
  - 2022: Praxis mit Meerblick – Schwesterherz
  - 2023: Praxis mit Meerblick – Rügener Sturköpfe
  - 2023: Praxis mit Meerblick – Schwindel
  - 2024: Praxis mit Meerblick – Kleine Wunder
  - 2024: Praxis mit Meerblick – Schiffbruch
  - 2024: Praxis mit Meerblick – Geheimnisse
  - 2025: Praxis mit Meerblick – Volle Kraft voraus
  - 2025: Praxis mit Meerblick – Neun Leben
  - 2025: Praxis mit Meerblick – Romeo & Julia
- 2021: Ein Tisch in der Provence – Zwei Ärzte im Aufbruch (Fernsehreihe)
- 2021, 2024: SOKO Leipzig (Fernsehserie) – Tod auf der Seidenstraße, Machtspiel
- 2021: Niemand ist bei den Kälbern
- 2022: Der Bergdoktor (Fernsehserie) – Hochspannung
- 2022: Freunde sind mehr – Zur Feier des Tages (Fernsehreihe)
- 2022: Freunde sind mehr – Viergefühl (Fernsehreihe)
- 2023: Die Bergretter (Fernsehserie) – Aus Angst
- 2024: SOKO Linz – Schlafende Hunde (Fernsehserie)
- 2024: Merz gegen Merz – Geheimnisse (Fernsehfilm)
- 2025: SOKO Köln: Männerfrühstück (Fernsehserie)